# Steppenwolf (альбом)
Steppenwolf — дебютный студийный альбом американской рок-группы Steppenwolf, записанный осенью 1967 года в калифорнийской American Recording Co. Studio продюсером Гэбриелом Меклером и выпущенный в 1968 году записывающей компанией ABC Dunhill Records.

## Об альбоме
Диск получил высокие оценки критиков и имел коммерческий успех в США (#6 Billboard 200).
Синглами из альбома вышли «The Girl I Knew», «Sookie Sookie» (кавер ритм-энд-блюзовой композиции Дона Ковэя) и «Born to Be Wild»; третий из них стал хитом, поднявшись до #2 в Billboard Hot 100. «Born to Be Wild», а также другая песня из этого альбома, «The Pusher», вошли в звуковую дорожку байкерского фильма «Easy Rider», имевшего культовый успех.

## Список композиций

### Сторона А
1. «Sookie Sookie» (Don Covay, Steve Cropper) − 3:12
2. «Everybody’s Next One» (Kay, Gabriel Mekler) − 2:53
3. «Berry Rides Again» (Kay) −2:45
4. «Hoochie Coochie Man» (Willie Dixon) − 5:07
5. «Born to Be Wild» (Mars Bonfire) − 3:28
6. «Your Wall’s Too High» (Kay) − 5:40

### Сторона В
1. «Desperation» (Kay) −5:45
2. «The Pusher» (Hoyt Axton) − 5:43
3. «A Girl I Knew» (Morgan Cavett, Kay) − 2:39
4. «Take What You Need» (Kay, Gabriel Mekler) − 3:28
5. «The Ostrich» (Kay) − 5:43[4]

## Участники
- Джон Кэй: гитара, губная гармошка, вокал.
- Раштон Морев: бас-гитара, бэк-вокал.
- Майкл Монарх: гитара, бэк-вокал.
- Голди МакДжон: орган Хаммонда, фортепиано, электрическое пианино.
- Джерри Эдмонтон: барабаны, перкуссия, бэк-вокал.